# Bomarea

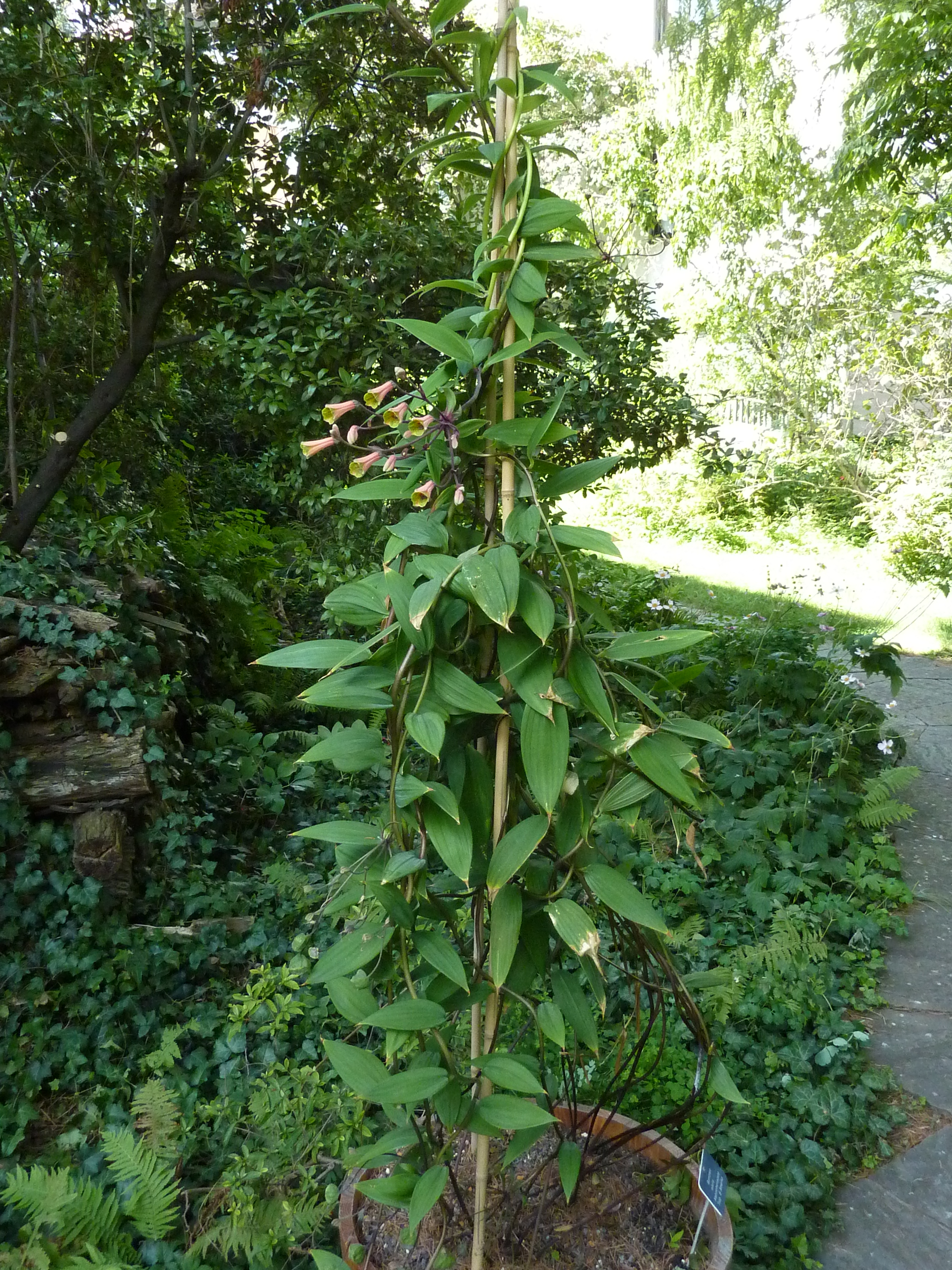
Pokrój Bomarea edulis

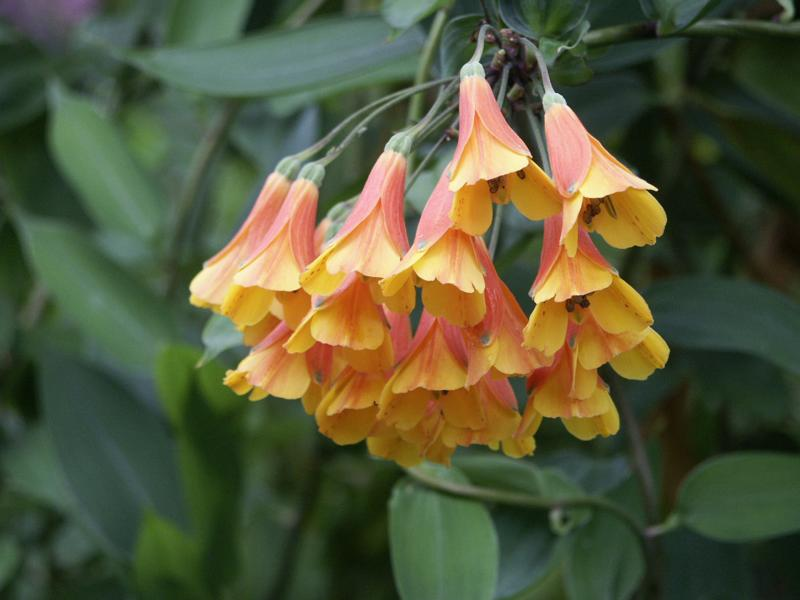
Kwiatostan Bomarea multiflora

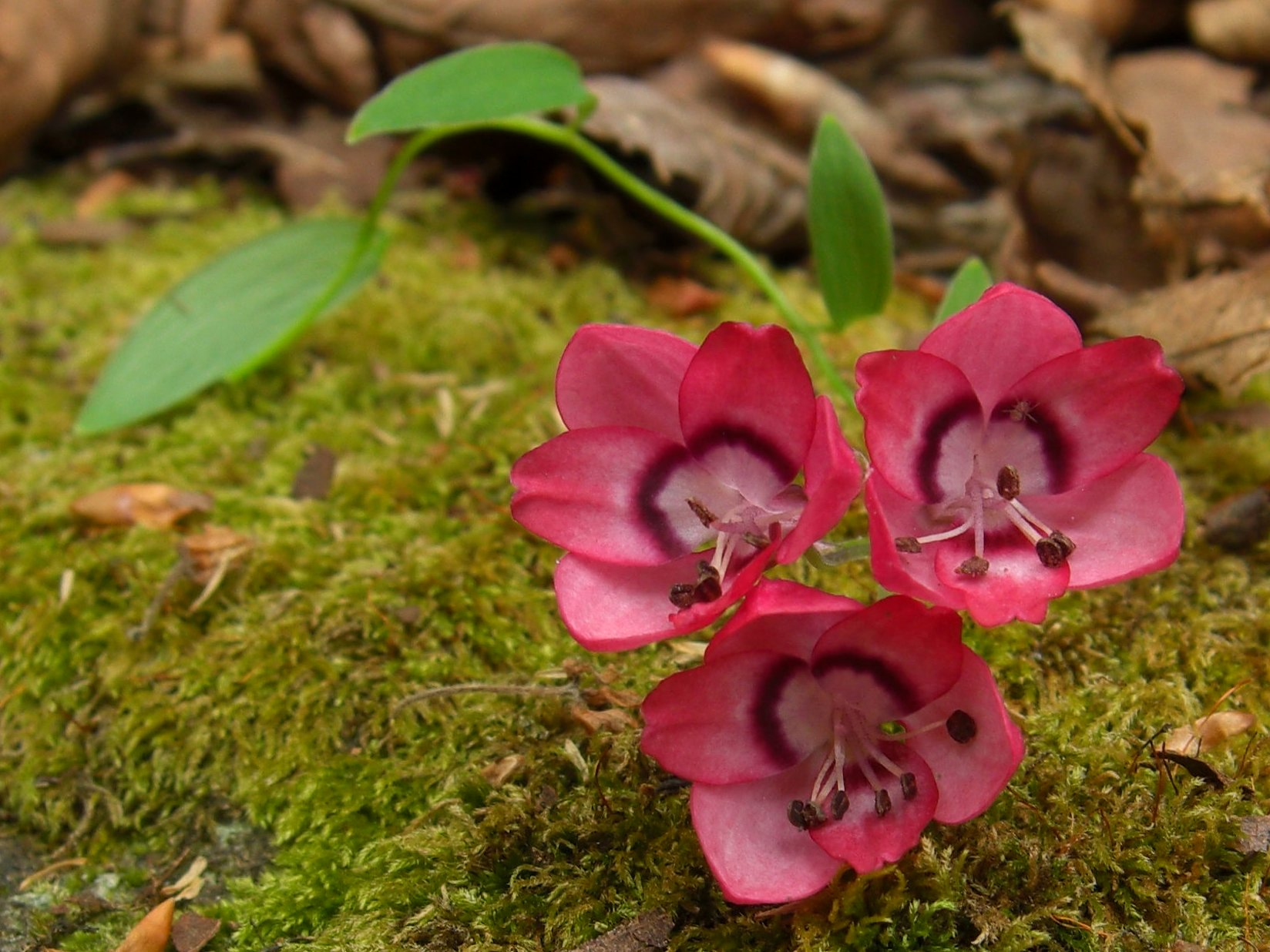
Kwiatostan Bomarea salsilla

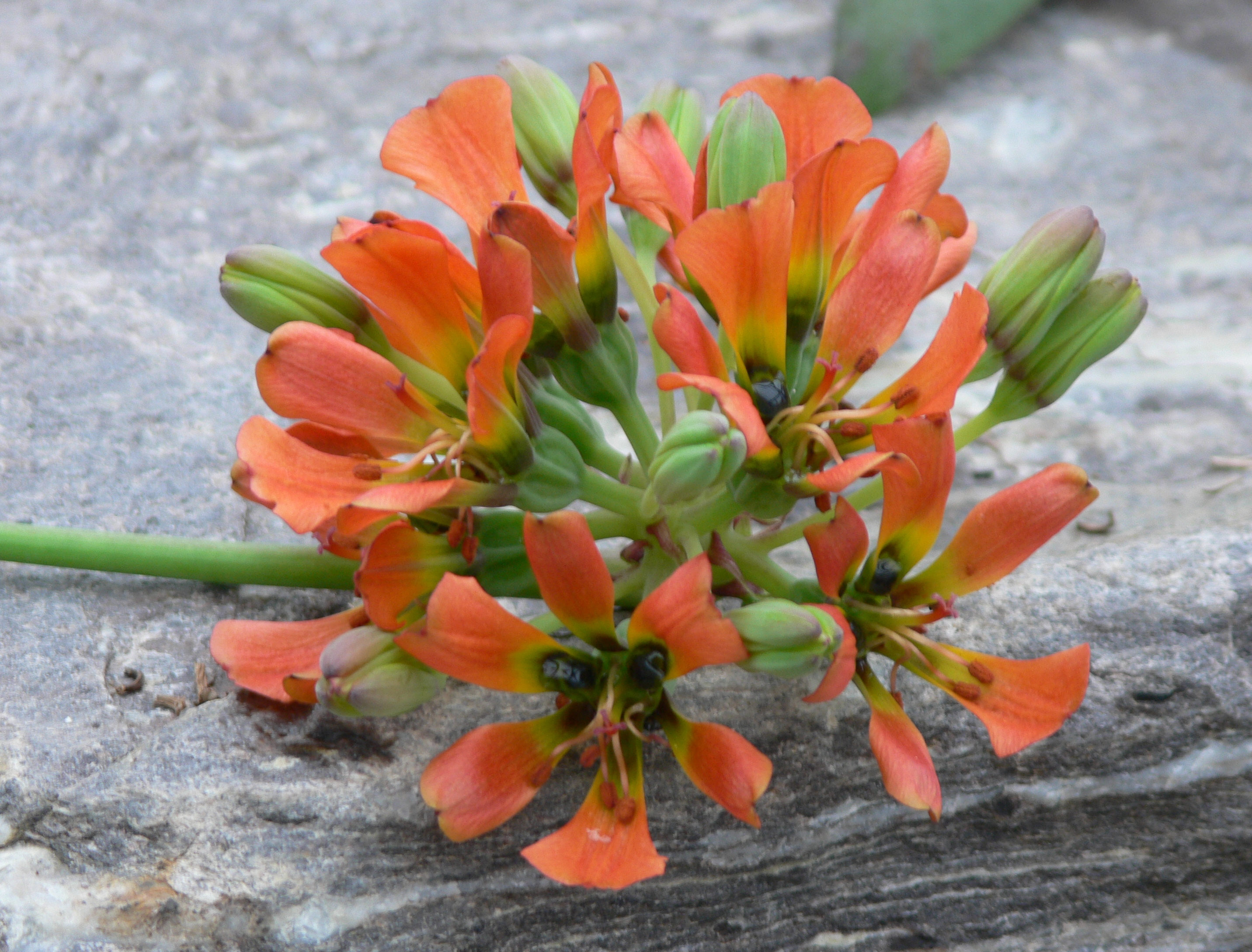
Kwiatostan Bomarea ovallei

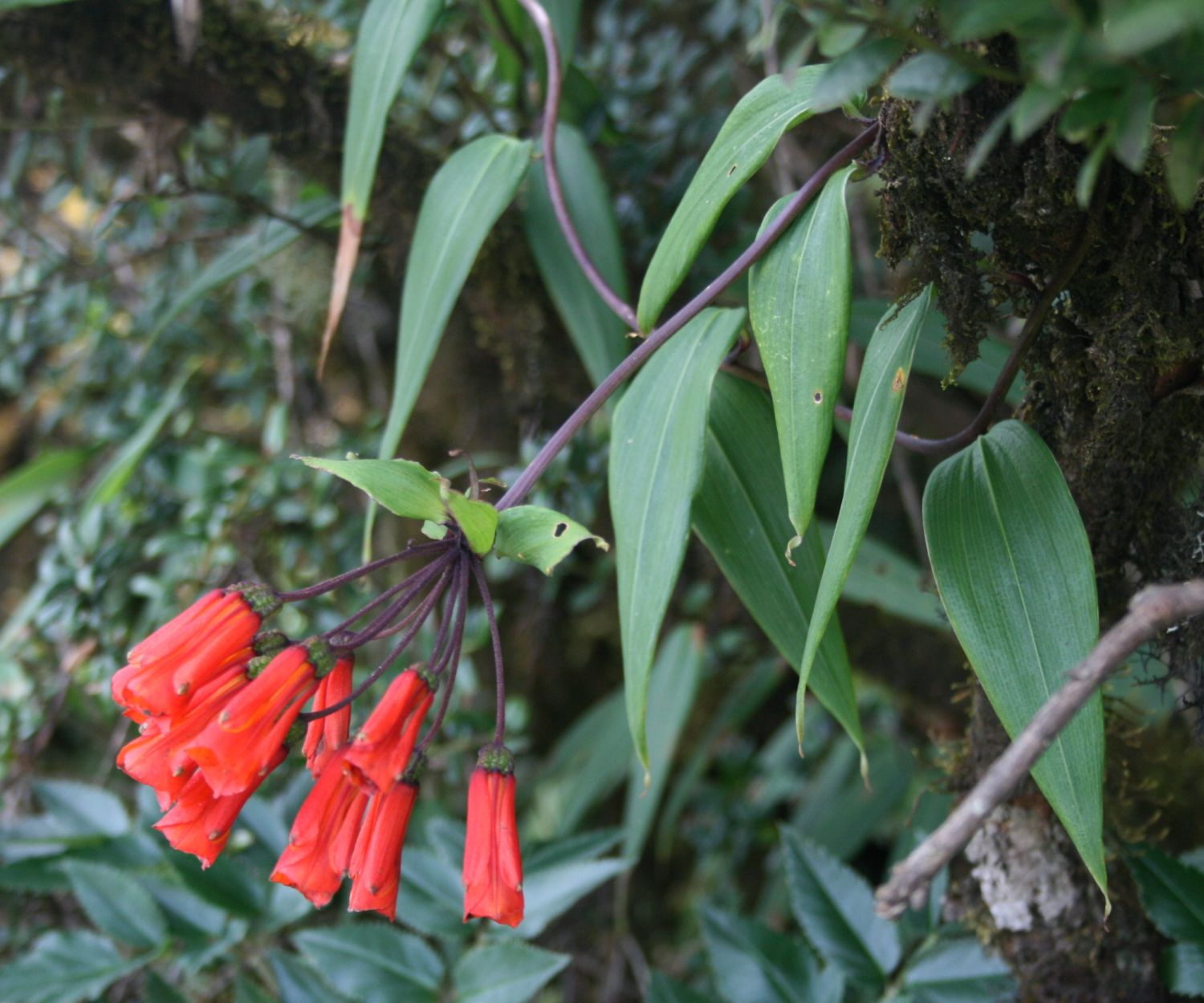
Kwiatostan Bomarea costaricensis

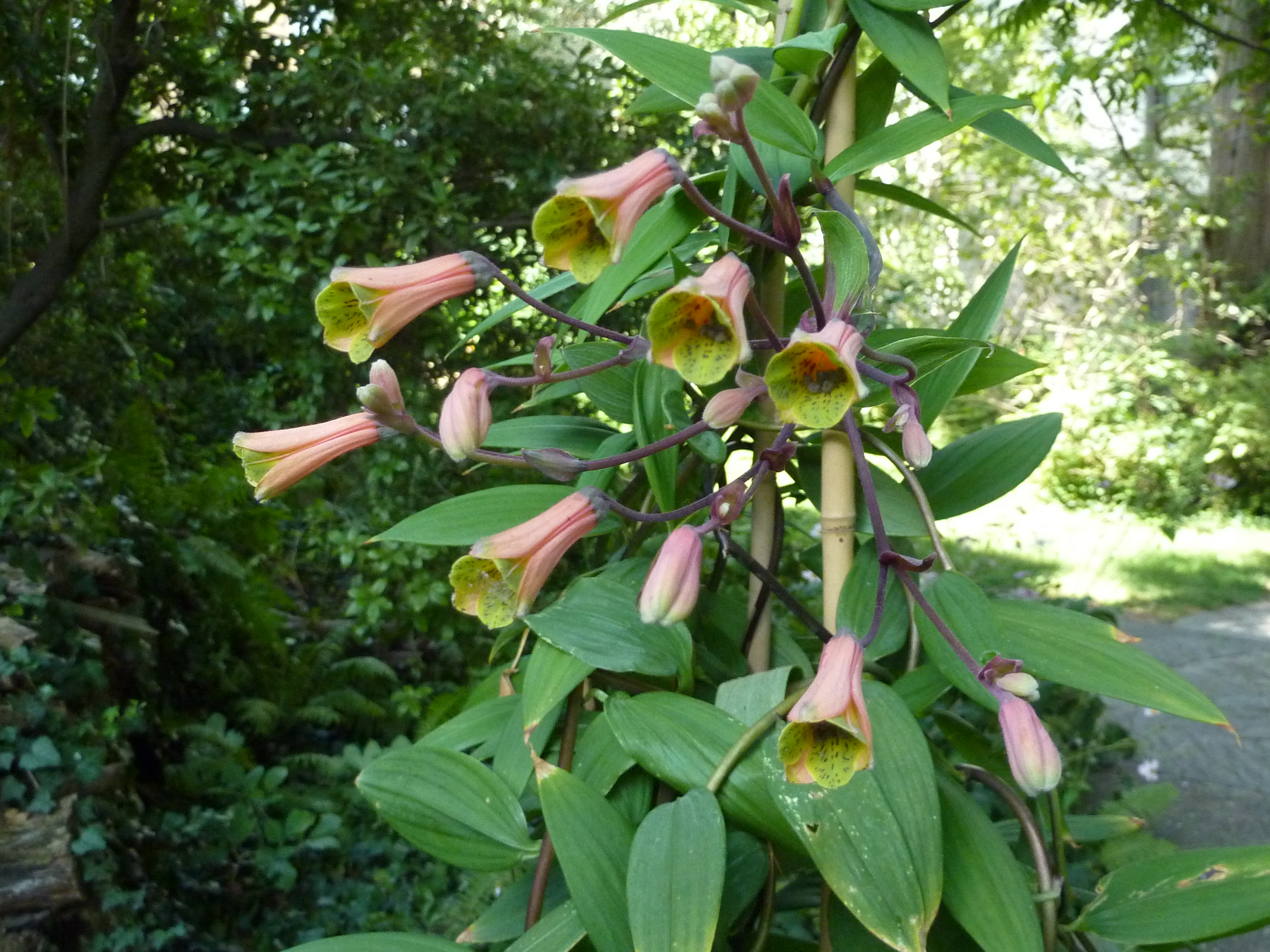
Kwiatostan Bomarea edulis

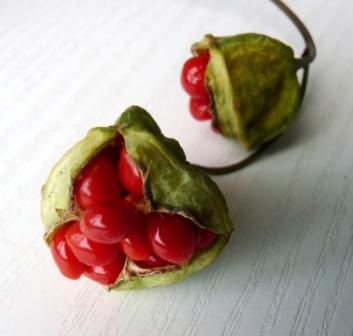
Owoce i nasiona Bomarea edulis

Bomarea Mirb. – rodzaj wieloletnich, pnących, ziemnopączkowych roślin zielnych z rodziny krasnolicowatych, obejmujący 122 gatunki występujące w tropikalnej i subtropikalnej Ameryce, od Meksyku i Karaibów do Argentyny, Chile i Paragwaju. Wiele gatunków jest endemitami. Rośliny te, z uwagi na dekoracyjne kwiatostany, znajdują zastosowanie jako rośliny ozdobne. Bogate w skrobię bulwy niektórych gatunków są jadalne.
Nazwa rodzaju została nadana na cześć Jacques'a Valmont de Bomare'a, francuskiego przyrodnika żyjącego w latach 1731 – 1807.

## Morfologia
PokrójRośliny zielne.
ŁodygaPędem podziemnym jest sękate lub wydłużone, sympodialnie rozgałęzione kłącze. Rośliny tworzą również na końcach korzeni żółtawe, jajowate bulwy pędowe. Pędy naziemne wzniesione, wijące się lub płożące, ulistnione.
LiścieUlistnienie skrętoległe. Liście, całobrzegie, równowąskie do szeroko jajowatych. Blaszki liściowe skręcone wzdłuż o 180° (z wyjątkiem roślin zaliczonych do podrodzaju Wichurea).
KwiatyKwiaty obupłciowe, promieniste, nadzalążniowe, sześciopręcikowe, przeważnie zebrane w luźne lub gęste, zwisłe baldachy (niekiedy złożone), rzadko pojedyncze. Podsadki, zebrane u nasady kwiatostanu w pseudookółek, oraz przysadki są liściowe lub zredukowane. Okwiat sześciolistkowy, koronopodobny, lejkowaty, biały, żółty, pomarańczowy, czerwony, różowy, purpurowy lub zielonkawy. Listki okwiatu wolne, położone w dwóch okółkach. Listki zewnętrznego okółka jednolicie wybarwione, rzadko wzorzyste, niekiedy krótsze od listków wewnętrznego okółka, które są zwykle różnokolorowe, rzadziej jednolite, zazwyczaj wzorzyste. Pręciki wolne. Główki pręcików strzałkowate, dwupylnikowe, otwierające się przez podłużne szczeliny. Nitki pręcików nitkowate, proste. Zalążnia muszelkowata, trójkomorowa. Łożyska osiowe. Szyjka słupka nitkowata, trójkątna u nasady, wierzchołkowo rozwidlona na trzy końcówki. Zalążki położone w dwóch rzędach, anatropowe.
OwoceBądź zbliżone do jagód, bądź skórzaste lub mięsiste torebki. Nasiona z mięsistą, czerwoną łupiną (sarkotestą), rzadziej suche.

## Biologia i ekologia
RozwójByliny, geofity ryzomowe. Zimą pędy naziemne wielu gatunków tych roślin obumierają i rośliny przechodzą spoczynek w postaci kłącza. Rośliny te są zapylane przez kolibry z rodzaju Coeligena, na przykład elfika brązowego, elfika różowobrzuchego i elfika złotobrzuchego. Obecność czerwonej sarkotesty i nie wyrzucanie nasion przez otwierające się torebki świadczy o ich rozprzestrzenianiu przez ptaki.
SiedliskoRośliny zaliczane do podrodzaju Baccata zasiedlają obszary nizinne, te zaliczane do podrodzaju Bomarea zasiedlają głównie brzegi lasów mglistych, a zaliczane do podrodzaju Wichuraea rosną przeważnie na terenach otwartych, puna i jalca. Przedstawiciele podrodzaju Sphaerine zasiedlają paramo i podszyt lasów mglistych.
Cechy fitochemiczneW roślinach obecny jest kwas chelidonowy i glikozydy flawonowe (same flawony są nieobecne). W kwiatach tych roślin obecny jest związek chemiczny o właściwościach hemolitycznych, przypominający saponiny sterydowe.
GenetykaLiczba chromosomów 2n = 18.

## Systematyka
Pozycja rodzaju według Angiosperm Phylogeny Website (aktualizowany system APG IV z 2016)Rodzaj zaliczany jest do plemienia Alstroemerieae w rodzinie krasnolicowatych (Alstroemeriaceae), należącej do rzędu liliowców (Liliales) zaliczanych do jednoliściennych (monocots).
Pozycja rodzaju w innych systemachW systemie Takhtajana z 1997 i 2008 roku rodzaj zaliczony został do rodziny krasnolicowatych, wyróżnionej w rzędzie Alstroemeriales. W systemie Cronquista rodzaj, jak i cała rodzina krasnolicowatych, włączony został do rodziny liliowatych (Liliaceae).
Podział rodzaju według Hofreiter i Tillich (2002)
Rodzaj został podzielony na 4 podrodzaje:
- Baccata (3 gatunki),
- Bomarea (ok. 70 gatunków),
- Sphaerine (12 gatunków),
- Wichuraea (18 gatunków).

Pozostałe gatunki, nie zaklasyfikowane do wyżej wymienionych podrodzajów, zgrupowane zostały w nieformalne grupy, takie jak Edulis czy Multiflora.
Gatunki
| - Bomarea acutifolia (Link & Otto) Herb. - Bomarea albimontana D.N.Sm. & Gereau - Bomarea alstroemerioides Hofreiter & E.Rodr. - Bomarea amazonica Hofreiter & E.Rodr. - Bomarea amilcariana Stergios & Dorr - Bomarea ampayesana Vargas - Bomarea anceps (Ruiz & Pav.) Herb. - Bomarea andimarcana (Herb.) Baker - Bomarea andreana Baker - Bomarea angulata Benth. - Bomarea angustissima Killip - Bomarea aurantiaca Herb. - Bomarea boliviensis Baker - Bomarea brachysepala Benth. - Bomarea bracteata (Ruiz & Pav.) Herb. - Bomarea bracteolata Gereau - Bomarea bredemeyeriana Herb. - Bomarea brevis (Herb.) Baker - Bomarea callejasiana Alzate - Bomarea campanularia Harling & Neuendorf - Bomarea campylophylla Killip - Bomarea carderi Mast. - Bomarea caucana Alzate - Bomarea caudata Killip - Bomarea caudatisepala Gereau - Bomarea ceratophora Neuendorf - Bomarea chaparensis Hofreiter - Bomarea chimboracensis Baker - Bomarea chiriquina Killip - Bomarea coccinea (Ruiz & Pav.) Baker - Bomarea colombiana Alzate - Bomarea cordifolia (Ruiz & Pav.) Herb. - Bomarea cornigera Herb. - Bomarea cornuta Herb. - Bomarea costaricensis Kraenzl. - Bomarea crassifolia Baker - Bomarea crinita Herb. - Bomarea crocea (Ruiz & Pav.) Herb. - Bomarea densiflora Herb. - Bomarea denticulata (Ruiz & Pav.) Herb. - Bomarea diffracta Baker - Bomarea dispar Herb. - Bomarea dissitifolia Baker - Bomarea distichifolia (Ruiz & Pav.) Baker - Bomarea dolichocarpa Killip - Bomarea dulcis (Hook.) Beauverd - Bomarea edulis (Tussac) Herb. - Bomarea endotrachys Kraenzl. - Bomarea engleriana Kraenzl. - Bomarea euryantha Alzate - Bomarea euryphylla Harling & Neuendorf - Bomarea evecta Harling & Neuendorf - Bomarea ferreyrae Vargas - Bomarea foertheriana Hofreiter - Bomarea formosissima (Ruiz & Pav.) Herb. - Bomarea glaucescens (Kunth) Baker - Bomarea goniocaulon Baker - Bomarea graminifolia Sodiro - Bomarea hartwegii Baker - Bomarea herbertiana Baker - Bomarea herrerae Vargas | - Bomarea hieronymi Pax - Bomarea hirsuta (Kunth) Herb. - Bomarea huanuco Hofreiter - Bomarea inaequalis Killip - Bomarea involucrosa (Herb.) Baker - Bomarea kraenzlinii Baker - Bomarea lancifolia Baker - Bomarea latifolia (Ruiz & Pav.) Herb. - Bomarea libertadensis Hofreiter & E.Rodr. - Bomarea linifolia (Kunth) Baker - Bomarea longipes Baker - Bomarea longistyla Vargas - Bomarea lopezii Hofreiter & E.Rodr. - Bomarea lutea Herb. - Bomarea macrocephala Pax - Bomarea macusanii Hofreiter & E.Rodr. - Bomarea moritziana Klotzsch ex Kunth - Bomarea multiflora (L.f.) Mirb. - Bomarea multipes Benth. - Bomarea nematocaulon Killip - Bomarea nervosa (Herb.) Baker - Bomarea nubigena Harling & Neuendorf - Bomarea obovata Herb. - Bomarea ovallei (Phil.) Ravenna - Bomarea ovata (Cav.) Mirb. - Bomarea oxytepala Harling & Neuendorf - Bomarea pardina Herb. - Bomarea parvifolia Baker - Bomarea patacoensis Herb. - Bomarea patinii Baker - Bomarea pauciflora (Kunth) Herb. - Bomarea perglabra Harling & Neuendorf - Bomarea peruviana Hofreiter - Bomarea porrecta Killip - Bomarea pseudopurpurea Hofreiter & E.Rodr. - Bomarea pudibunda Planch. & Linden - Bomarea pumila Griseb. ex Baker - Bomarea puracensis Alzate - Bomarea purpurea (Ruiz & Pav.) Herb. - Bomarea rosea (Ruiz & Pav.) Herb. - Bomarea salicifolia Killip - Bomarea salsilla (L.) Mirb. - Bomarea secundifolia (Ruiz & Pav.) Baker - Bomarea setacea (Ruiz & Pav.) Herb. - Bomarea shuttleworthii Mast. - Bomarea speciosa Killip - Bomarea spissiflora Harling & Neuendorf - Bomarea stans Kraenzl. - Bomarea suberecta Gereau - Bomarea superba Herb. - Bomarea tarmensis Kraenzl. - Bomarea torta (Kunth) Herb. - Bomarea tribrachiata Kraenzl. - Bomarea trichophylla Killip - Bomarea trimorphophylla Harling & Neuendorf - Bomarea truxillensis Stergios & Dorr - Bomarea uncifolia Herb. - Bomarea vargasii Hofreiter - Bomarea velascoana Vargas - Bomarea vitellina Mast. - Bomarea weigendii Hofreiter & E.Rodr. |

## Zagrożenie i ochrona
15 gatunków Bomarea, endemicznych dla Ekwadoru, ujętych zostało w Czerwonej księdze gatunków zagrożonych IUCN w wersji 2010.4., z czego 12 jako zagrożone wyginięciem, w tym:
- 5 gatunków ze statusem CR (krytycznie zagrożone):
  - Bomarea angustifolia
  - Bomarea goniocaulon
  - Bomarea graminifolia
  - Bomarea hartwegii
  - Bomarea longipes
- 3 gatunki ze statusem EN (zagrożone):
  - Bomarea ceratophora
  - Bomarea chimborazensis
  - Bomarea uncifolia
- 4 gatunki ze statusem VU (narażone):
  - Bomarea elegans
  - Bomarea gracilis
  - Bomarea lanata
  - Bomarea lutea

Głównym zagrożeniem dla tych roślin jest niszczenie i fragmentacja siedlisk związane z wypasem bydła, nieskoordynowaną kolonizacją, przekształcaniem terenów na łąki i plantacje eukaliptusa, wylesianiem i podpaleniami, a także wypieranie przez gatunki inwazyjne. 
22 gatunki zaliczane do tego rodzaju ujęte są w Czerwonej Księdze Roślin Endemicznych Peru, w tym 3 ze statusem CR (krytycznie zagrożone): Bomarea angustissima, Bomarea campylophylla i Bomarea latifolia. 4 gatunki endemiczne dla Chile uznane zostały za zagrożone wyginięciem według Enciclopedia de la Flora Chilena, wszystkie ze statusem EN (zagrożone). 3 gatunki endemiczne dla Kolumbii uwzględnione zostały w Czerwonej Liście Roślin Kwiatowych Kolumbii, w tym jeden ze statusem VU (narażony).

## Zastosowanie
Rośliny spożywczeBulwy korzeniowe gatunków Bomarea acutifolia, Bomarea salsilla i Bomarea edulis są jadalne, po ugotowaniu. Są lekkim i delikatnym pożywieniem, bogatym w skrobię. Purée z ugotowanych bulw uważane jest za zdrowe i bardzo przyjemne w smaku.
Rośliny ozdobneRośliny z rodzaju Bomarea (np. Bomarea caldasii, Bomarea edulis) są uprawiane z uwagi na dekoracyjne kwiatostany jako ozdobne pnącza ogrodowe. Rośliny te potrzebują silnego podparcia. Wymagają gleby przepuszczalnej i słonecznego stanowiska. W okresie wzrostu należy je obficie podlewać. Bomarea nie są roślinami mrozoodpornymi (strefy mrozoodporności powyżej 8). W Polsce wymagają zimowania w pomieszczeniach. Rozmnaża się je z nasion lub przez podział kłącza.
Rośliny leczniczeRdzenna ludność Chile podawała napar z Bomarea salsilla jako środek napotny w chorobach skóry.